# Mazdak Fabricius
Mazdak Fabricius (født 19. juni 1986) er en dansk-iransk mand og tidligere medlem af rockergruppen Hells Angels. Den 16. november 2011 blev han ved Retten i Glostrup idømt 13 år og 7 måneders fængsel for drabet på den 19-årige vvs-lærling Osman Nuri Dogan i Tingbjerg den 14. august 2008. Drabet kickstartede den bandekrig, der har verseret Københavns-området og har kostet adskillige menneskeliv og såret godt 100 personer.
Fabricius forlod Hells Angels under sin afsoning. Under afsoningen begyndte han at spille violin og læser i dag til bygningskonstruktør.

## Baggrund

### Opvækst og kriminel karriere
Mazdak Fabricius er født den 19. juni 1986 af iranske forældre og er opvokset i Vangede nord for København. Som barn var han meget musikalsk og begyndte allerede som helt lille at spille violin. Han sang også i Det Danske Drengekor.
I 15-16-års alderen begyndte han at færdes på Nørrebro. Han færdedes i kredse, hvor kriminalitet både gav status og var en del af hverdagen. Blandt andet på Blågårds Plads, men især i det socialt belastede byggeri, Mjølnerparken. I 2005 blev både Mazdak Fabricius og Mads Henrik Petersen en del af Hooligan-miljøet omkring fodboldklubben F.C. København, hvorfra de ifølge kilderne godt to år senere rykkede videre til Hells Angels' nyoprettede støttegruppe, AK81.
I oktober 2007 optrådte han i ungdomsmagasinet Chili i en artikel om direktører under 25 år. Seks måneder tidligere havde han startet virksomheden Bilvask24-7. Tidligere havde han arbejdet i en bilvask for luksusbiler, og her fik han ideen til et nyt koncept: I stedet for at kunderne skulle komme til vaskehallen, ville Fabricius’ vaskeservice komme til kunderne.
Mazdak Fabricius var også kernefigur i kredsen omkring den landskendte toprocker Brian Sandberg, for hvem han også ved flere lejligheder har fungeret som livvagt. Han var desuden med, da der fra en bil blev affyret en serie skud mod en Sticks'n'Sushi-restaurant i Hellerup den 19. oktober 2009, hvor rockeren Dennis Brodthagen blev såret af et skud i ansigtet ved attentatet.
I april 2009 begik han sammen med to andre AK81'ere et kølleoverfald på to indvandrere på Strandvejen i Hellerup, og den 21. august 2009 deltog han i et groft kølleoverfald på to unge indvandrere foran Brorsons Kirke i Rantzausgade på Nørrebro. Den 27. maj 2010 blev han idømt halvandet års fængsel. Ligeledes har han været blandt flere mistænkte i forbindelse med flere skudepisoder i Mjølnerparken i efteråret 2008 og vinteren 2009.

## Bandekrigen

### Tingbjerg-drabet
Den 14. august 2008 klokken 23.20 blev den 19-årige vvs-lærling Osman Nuri Dogan ramt af et skud i brystet, mens han sad med nogle venner på et lille torv overfor pizzeria Gonzales på Ruten 6F i Tingbjerg ved Brønshøj. Ukendte gerningsmænd åbnede ild fra et automatvåben fra krydset Åkandevej/Ruten, hvorved Osman Nuri Dogan blev dødeligt såret. En tilkaldt ambulance kunne på stedet konstatere, at han var afgået ved døden af sine kvæstelser.
Gerningsmændene affyrede 22-25 skud imod gruppen, inden de kørte væk. Der blev brugt automatvåben samt en Kalasjnikov AK-47 automatriffel ved drabet. Osman Nuri Dogan var iført en skudsikker vest og var desuden bevæbnet med en skarpladt pistol, da han blev dræbt. Den 15. august 2008 om eftermiddagen blev den 22-årige Mazdak Fabricius fra HA-støttegruppen AK81 anholdt i nærheden af gruppens klubhus på Svanevej i København. Vidner havde set ham køre fra stedet i en Audi kort efter drabet. 
Fire andre mænd, der var passagerer i bilen, blev ligeledes anholdt. Han blev dog løsladt efter grundlovsforhøret, da han havde et alibi. I miljøet blev der hurtigt sat et syv-cifret beløb på hans hoved, og Danny Abdalla, præsident for indvandrerbanden ’Den Internationale Klub’, krævede i oktober 2008, at rockerne skulle udlevere Mazdak Fabricius og to andre navngivne AK81’ere. Først da politiet i februar 2010 overtalte en HA-hangaround til at hoppe af, kom der skred i sagen.

### Retssagen
Retssagen mod Mazdak Fabricius blev berammet ved Retten i Glostrup og begyndte i november 2011. Anklager Henrik Aagaard krævede Fabricius idømt fængsel på livstid, mens hans forsvarer, advokat Michael Juul Eriksen, krævede, at straffen skulle ligge på 12 eller 14 års fængsel. "Det er en ualmindelig kynisk og koldblodig handling at skyde ind mod en plads, hvor der er cirka 20 unge mennesker samlet," lød det fra Henrik Aagaard, da han efter afgørelsen af skyldsspørgsmålet argumenterede for den hårde straf. "Mindst 25 skud blev der skudt ind over pladsen, og man må sige, at det er rent held, at kun en person blev dræbt," lød det fra anklageren.
Anklageren argumenterede desuden med, at drabet var resultatet af en nøje planlagt aktion, og at det var sket i forening med andre. "Det, vi har at gøre med her, er et drab, som måske nok har været motiveret af noget jalousi og nogle æresbegreber, men det er et drab, som er sket som led i optrapningen af en bandekonflikt," sagde Henrik Aagaard.
Den 16. november 2011 blev den 25-årige Mazdak Fabricius idømt 13 år og 7 måneders fængsel for drabet. "Fem nævninge og tre dommere finder, at tiltalt er skyldig i overensstemmelse med anklageskriftet", sagde retsformand Poul Kejlskov Egan. Dommen blev anket til landsretten, og Østre Landsret stadfæstede dommen den 24. maj 2012.